# Peppe Cuga
Peppe Cuga (Ovodda, 1946 – Ovodda, 25 aprile 2022) è stato un musicista italiano.

## Biografia
Peppe Cuga era considerato il più autorevole suonatore di launeddas (localmente denominate bídulas) della Barbagia.

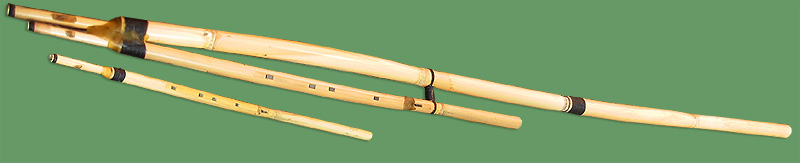
Launeddas

Noto a livello internazionale sin dagli anni Settanta, la sua attività è stata valorizzata da diversi etnomusicologi, quali Roberto Leydi, Pietro Sassu, Giovanni Dore, Paolo Mercurio, inoltre dallo scrittore Gianfranco Pintore e dallo storico Alessandro Portelli.
Cuga ha appreso i primi rudimenti dello strumento dal nonno Giuseppe Cau il quale, a sua volta, aveva imparato dal padre, Salvatore (Bovore) Cau, originario di Tiana. Successivamente si è perfezionato da autodidatta (ha avuto contatti diretti con Felicino Pili, virtuoso del Sarrabus), proponendo una personale rielaborazione strumentale dei balli barbaricini, collaborando attivamente con associazioni culturali per lo studio e la promozione della lingua e delle tradizioni popolari sarde, in particolare, negli anni settanta, con il Gruppo folclorico Orohòle.
Cuga era noto a livello regionale anche come costruttore di strumenti tricalami. Il suonatore fu a lungo in attività, diventando, probabilmente, il più anziano esecutore dopo Luigi Lai (San Vito) e Giovanni Casu (Cabras).
Al musicista sono stati dedicati alcuni componimenti in rima dal poeta locale Pietrino Curreli.
È morto il 25 aprile 2022 all'età di 76 anni.